# İncelertekkesi
İncelertekkesi ist ein Dorf im Landkreis Bozkurt der türkischen Provinz Denizli.
İncelertekkesi liegt etwa 62 Kilometer südöstlich der Provinzhauptstadt Denizli und 16 Kilometer südlich von Bozkurt. İncelertekkesi hatte laut der letzten Volkszählung 124 Einwohner (Stand Ende Dezember 2010).